# Storm (Marvel)
Storm (Ororo Munroe) is een fictieve superheld uit de strips van Marvel Comics, en een bekend lid van de X-Men. Ze was een van de multiculturele mutanten die hun intrede deden in Giant-Size X-Men #1 (Mei 1975). Er wordt zelfs beweerd dat ze de eerste Afrikaanse superheldin ooit in een strip is.
Storm dankt haar krachten aan het feit dat ze een mutant is. Ze kan het weer manipuleren en via windmanipulatie vliegen.
Storm leefde lange tijd als straatkind in Caïro, Egypte, totdat haar krachten zich begonnen te ontwikkelen. Ze reisde hierna naar Kenia, waar ze als godin werd aanbeden. Ze sloot zich echter bij de X-Men aan. Ze is een vast lid geweest van 1975 tot 2005, en is daarmee een van de langstblijvende X-Men leden ooit. Ze nam ook enkele malen de leiding over het team op zich.

## Biografie

### Jonge jaren
Ororo is de dochter van N’Dare, de prinses van een stam in Kenia en een afstammeling van een lange lijn Afrikanen met wit haar, blauwe ogen en een natuurlijke aanleg voor tovenarij. Haar vader was de journalist David Munroe.
Storm werd geboren in Manhattan, New York, maar toen ze zes maanden oud was verhuisden haar ouders naar Caïro, Egypte. Vijf jaar later vernietigde een bom (of een militair vliegtuig dat neerstortte tijdens een bombardement) haar woning, waarbij haar ouders omkwamen. Ororo zat lange tijd gevangen in het ingestorte huis naast haar dode moeder. Deze traumatische ervaring leidde ertoe dat ze een erge vorm van claustrofobie ontwikkelde.
Ororo groeide op in de straten van Caïro onder begeleiding van de dief Achmed el-Gibar. Hierdoor is ze vandaag de dag nog steeds een expert in zakkenrollen en sloten openbreken. Een van haar slachtoffers was niemand minder dan Charles Xavier. Hij ontdekte bij deze vluchtige ontmoeting al dat Ororo bijzondere gaven had. Rond haar twaalfde verliet ze Caïro en trok richting Zuid-Afrika. Op deze reis ontdekte ze haar gaven. Uiteindelijk bereikte ze het land van haar voorouders waar ze haar krachten gebruikte om een plaatselijke stam te helpen. Ze gaven haar de status van een godin. De stamoudste, Ainet, hielp Storm haar krachten optimaal te beheersen.

### X-Men
Jaren later werd Ororo bij de stam opgezocht door haar oude slachtoffer Charles Xavier, die haar aanbood bij zijn nieuw team van X-Men te komen. Hier nam ze de naam Storm aan. Hun eerste missie was de originele X-Men redden van het fictieve eiland Krakoa.
Hoewel Storm eerst moeite had te wennen aan de westerse cultuur, vooral het soort mensen vertegenwoordigd door haar soms gewelddadige teamgenoot Wolverine, vond ze in Amerika al snel een thuis. Haar claustrofobie zat haar tijdens missies vaak dwars, waardoor ze speciale training onderging om haar angst onder controle te houden.
Na een tijdje verving Storm Cyclops als leider van de X-Men. De vele ervaringen en gevechten maakten haar in de loop der tijd wat gewelddadiger en agressiever. Ze vocht met Callisto voor leiderschap over de Morlocks, waarna de twee lange tijd grote vijanden werden.
Storm nam nog een paar maal de leiding over de X-Men op zich. Ook leidde ze de X-Treme Sanctions Executive, een speciale politie-eenheid bestaande uit mutanten met wereldwijde autoriteit.
In het verhaal House of M verloor 91% van de mutanten in de wereld hun krachten door toedoen van de Scarlet Witch. Storm behield haar gaven echter, wat waarschijnlijk inhoudt dat ze in de toekomst een grotere rol zal spelen.

### Huwelijk
Storm heeft lange tijd een relatie gehad met de mutant Forge (Marvel), maar dat draaide op niets uit. Uiteindelijk trouwde ze in 2006 met T'Challa alias Black Panther, de prins van de fictieve natie Wakanda. Storm en T’Challa hadden elkaar jaren terug als tieners al ontmoet tijdens Storm’s reis door Afrika. Met dit huwelijk werd ze automatisch de koningin van Wakanda. Omdat ze nu een van de meest belangrijke mutanten ter wereld was bood Dr. Doom haar zelfs een bondgenootschap met Latveria aan.

## Krachten en vaardigheden
Storm is een mutant met de gave om het weer te beïnvloeden en te controleren. Als ze haar gave gebruikt gloeien haar ogen altijd op met een wit aura. Ze kan elk type wind, temperatuur, bliksem, storm, ijs, sneeuw en extreme weersomstandigheden zoals tornado’s en orkanen uit het niets oproepen. Haar gaven werken op elke planeet waar ze zich bevindt.
Storm is zelf immuun voor de effecten van het weer. Haar lichaam kan extreme weersomstandigheden weerstaan. Zo stijgt haar lichaamstemperatuur als ze de temperatuur in haar omgeving verlaagt. Daarnaast kan ze via manipulatie van de omgevingstemperatuur de lichaamstemperatuur van anderen verhogen of verlagen. Deze manipulatie van een menselijk lichaam geeft haar de gave om de elektrische energie van de hersengolven van mutanten te absorberen waardoor ze letterlijk hun krachten verliezen.
Via haar krachten kan Storm ook bliksems bundelen tot energiestralen en die via haar handen afschieten. Via windmanipulatie kan ze vliegen met ongelooflijke snelheid. Ze kan er ook andere voorwerpen mee optillen. Zo kan ze hele gebouwen naar een vijand gooien via de wind. Ze is zo in staat veel aanvallen af te slaan. Omdat haar voorouders priesters waren heeft Storm van nature de gave om witte magie te gebruiken, al doet ze dit maar zelden.
Naast het feit dat ze een sterke mutant is, is Storm ook zeer intelligent en een goede strateeg en veldcommandant. Iets wat ze als leider van de X-Men vaak genoeg heeft bewezen. In haar oude leven als dief heeft ze een aantal vaardigheden geleerd die normaal alleen door professionele dieven worden gebruikt. Van Wolverine heeft ze bovendien een hoop vechttechnieken geleerd.
Storm heeft een breekpunt: haar claustrofobie. Vooral in het begin zat dit haar nog vaak dwars. Claustrofobie kan bij Storm tot paniekaanvallen leiden, waarbij ze haar krachten niet onder controle kan houden.

## Ultimate Storm
In het Ultimate Marvel universum groeide Ororo Munroe op in Marokko waar ze Engels leerde dankzij Amerikaanse films. Haar familie werd onder nog onbekende omstandigheden vermoord, waarna ze als illegale vluchteling naar Amerika vluchtte. Hoewel ze al lang op de hoogte was van haar gaven, was ze te bang om ermee te experimenteren. In Texas leerde ze de dief Yuriko kennen.
Toen ze door de politie werd gevolgd gebruikte Ororo in paniek haar krachten ter verdediging. Hierbij doodde ze bijna verschillende omstanders. Enkele uren later wisten de X-Men haar vrij te krijgen en rekruteerden haar in hun groep. Hier nam ze de naam Storm aan en leerde haar gaven te beheersen.

## Storm in andere media

### Film
Storm wordt gespeeld door actrice Halle Berry in de drie X-Men films. In deze films is Storm samen met Cyclops en Jean Grey een van Professor X’ eerste studenten.
In X-Men had Storm een relatief kleine rol en ging de meeste aandacht naar Rogue en Wolverine. In X2 werd haar rol uitgebreider met meer schermtijd, maar nog steeds weinig verhaal. Halle Berry dreigde dan ook een tijd niet mee te willen werken aan de derde film, tenzij ze een betere rol kreeg. In X-Men: The Last Stand neemt Storm de leiding over de school en het team op zich na de dood van Professor X. Berry keerde later terug voor de film X-Men: Days of Future Past.
Alexandra Shipp speelt een jongere versie van Storm in de films X-Men: Apocalypse, Deadpool 2 (cameo) en X-Men: Dark Phoenix.

### Marvel Cinematic Universe
Sinds 2024 verschijnt Storm in het Marvel Cinematic Universe waarin ze wordt ingesproken door Alison Sealy-Smith. Sealy-Smith sprak ook de rol van Storm in voor de animatieseries X-Men: The Animated Series,  Spider-Man (1994), X-Men '97 en het videospel X-Men: Mutant Academy 2. Ze verscheen in de Disney+-serie: What If...? uit 2024. De versie van Storm in deze serie is waardig om Mjölnir vast te houden.

### Tv
- Storm maakte haar tv debuut met een gastoptreden in drie afleveringen van Spider-Man and His Amazing Friends. Kathy Garver deed hierin haar stem.
- Storm verscheen in de aflevering Pryde of the X-Men. De eerste en enige aflevering van een nooit gemaakte televisieserie.
- Storm had een rol in de X-Men animatieserie. In het eerste seizoen werd haar stem gedaan door Iona Morris, en in de rest van de serie door Alison Sealy-Smith. Deze versie van Storm had ook gastoptredens in Spider-Man: The Animated series in zowel seizoen vier (samen met andere X-Men) als in het laatste seizoen.
- In X-Men: Evolution is Storm een docent op Professor X’ Xavier Institute. Haar stem werd gedaan door Kristen Williamson. In deze serie had ze ook een neefje, Spyke. Dit leidde tot veel vragen onder fans aangezien de Storm uit deze animatieserie ook als kind haar ouders verloor, maar dan door een aardbeving, en ze zelf als enige de instorting van haar ouderlijk huis overleefde.

### Overig
Storm doet mee in veel X-Men videospellen. Daarnaast heeft ze haar eigen achtbaan in het attractiepark Universal Studios.